# Geo Group
The Geo Group, Inc., av företaget skrivet The GEO Group, Inc.; tidigare Wackenhut Corrections Corporation, är ett amerikanskt multinationellt företag inom kriminalvård och som äger och/alternativt driver fängelser och mentalsjukhus. De har verksamheter i Australien, Storbritannien, Sydafrika och USA.

## Historik
År 1984 framförde George C. Zoley en pitch till George Wackenhut, som ägde och kontrollerade säkerhetsföretaget The Wackenhut Corporation, om att starta ett företag som höll på med kriminalvård och drivande av fängelser. Wackenhut tyckte att idén var intressant och ett dotterbolag med namnet Wackenhut Corrections Corporation (WCC) grundades. År 1994 blev WCC ett publikt aktiebolag men fortsatte ingå i Wickenhutsfären. I maj 2002 köpte det brittisk-danska Group 4 Falck WCC för 570 miljoner amerikanska dollar, året därpå köpte Zoley och WCC:s företagsledning ut företaget från Falck, när WCC betalade 132 miljoner dollar för de 57% som Falck ägde, och blev ett enskilt företag. Samma år flyttades företagets huvudkontor från Wickenhuts huvudkontor i Palm Beach Gardens i Florida till Boca Raton i samma delstat. År 2004 bytte WCC namn till det nuvarande.

## Anläggningar
Ett urval av anläggningar som de äger/ägt eller driver/drivit:
- Taft Correctional Institution